# یانا گوپتا
یانا گوپتا (چکی: Yana Gupta؛ زادهٔ ۲۳ آوریل ۱۹۷۹) یک هنرپیشه و مدل اهل جمهوری چک است.
او در فیلم‌های بیگانه و همت بازی کرده‌است.